# Paradox van Günther
De paradox van Günther stelt dat op middellange termijn de beroepsbevolking kan toenemen bij dalende totale bevolking en vice versa. Dat is het gevolg van het ontbreken van een systematisch verband tussen de totale bevolking en de rekruteringsbevolking. Zo kan de groeivoet van de rekruteringsbevolking sterk afwijken van de totale bevolking. Op lange termijn betekent een dalend geboortecijfer echter hoe dan ook een daling van de rekruteringsbevolking.
Het paradox van Günther is vernoemd naar de Duitse econoom Ernst Günther, die de theorie in 1931 publiceerde in de Jahrbücher für Nationalökonomie und Statistik.